# IV. Vilmos luxemburgi nagyherceg
IV. Vilmos luxemburgi nagyherceg (teljes nevén Guillaume Alexandre; Wiesbaden, 1852. április 22. – Berg-kastély, 1912. február 25.) 1905 és 1912 között Luxemburg nagyhercege.

## Élete
Vilmos nagyherceg édesapja Adolf luxemburgi nagyherceg, édesanyja Adelaida Mária anhalt-dessaui hercegnő. 1893. június 21-én vette feleségül Mária Anna portugál infánsnőt (1861–1942), I. Mihály portugál király és Adalaida portugál királyné leányát. Luxemburg nagyhercegeit eddig protestáns hitre keresztelték, de Vilmostól kezdődően minden nagyherceg római katolikus vallású volt. A házaspárnak hat lánya született:
- Mária Adelaida (1894–1924), 1912–1919 között Luxemburg nagyhercegnője.
- Sarolta (1896–1985), 1919–1964 között Luxemburg nagyhercegnője.
- Hilda (1897–1979) hozzáment Adolfhoz, Schwarzenberg hercegéhez.
- Antónia  (1899–1954) hozzáment Rupert bajor herceghez.
- Erzsébet (1901–1950) hozzáment Lajos Fülöphöz, Thurn és Taxis hercegéhez
- Zsófia (1902–1941) hozzáment Ernő szász herceghez

Vilmos 1905. november 17-én került Luxemburg trónjára. Hogy a dinasztia ne haljon ki, 1907-ben megváltoztatta az alkotmányt, így a nőági utódlás is lehetővé vált. A nagyherceget 1908-ban súlyos betegség támadta meg, amelyből nem is tudott felgyógyulni. Betegsége alatt felesége, Mária Anna régensként irányította az országot. A nagyherceg 1912. február 25-én hunyt el. Utódja az új örökösödési rend szerint legidősebb leánya, Mária Adelaida lett.
| Előző uralkodó: Adolf | Luxemburgi nagyherceg 1905 – 1912 | Következő uralkodó: I. Mária Adél |